# Скоропадське озеро
Скоропадське озеро — озеро в місті Глухові назване на честь гетьмана Лівобережної України Івана Скоропадського. Площа озера близько 10 гектарів, глибина близько 4, можливо до 5 метрів. Посеред озера є острівець з деревами близько 10 метрів в перетині. Вода в озері чиста, проточна. На озері є дамба. Водиться риба — щука, карась,окунь,плотва, лин, короп. Скоропадське озеро є місцем відпочинку жителів Глухова.
За радянських часів його називали «озеро імені Леніна».
Наприкінці 2010 та на початку 2011 років у Державному управлінні охорони навколишнього природного середовища у Сумській області практично було завершено підготування пакету документів щодо надання глухівському Скоропадському озеру статусу природно-заповідного об'єкту місцевого значення.
Але в кінці 2012 року на засіданні Глухівської міської ради було вирішено відмовити управлінню у створенні ландшафтного заповідника.